# كين هودج جونيور
كين هودج جونيور (بالإنجليزية: Ken Hodge, Jr.)‏ هو لاعب هوكي الجليد أمريكي، ولد في 13 أبريل 1966 في وندسور في كندا.

## وصلات خارجية
- كين هودج جونيور على موقع دوري الهوكي الوطني (الإنجليزية)
- كين هودج جونيور على موقع EliteProspects.com (الإنجليزية)
- كين هودج جونيور على موقع HockeyDB.com (الإنجليزية)
- كين هودج جونيور على موقع Hockey-Reference.com (الإنجليزية)